# Akt Genscher-Colombo
Akt Genscher-Colombo ang. Genscher-Colombo Act – inicjatywa ministrów RFN Hansa Dietricha Genschera i włoskiego Emilio Colombo zmierzająca do pogłębienia integracji w ramach Europejskiej Współpracy Politycznej, a w konsekwencji do utworzenia Unii Europejskiej.

## Historia
W drugiej połowie lat 70. XX wieku w państwach uczestniczących w mechanizmie Europejskiej Współpracy Politycznej toczyła się debata, w której podnoszono brak dostatecznej legitymacji demokratycznej w procesach decyzyjnych i konieczność większego zaangażowania Parlamentu Europejskiego. Dodatkowo kryzys finansowy zagrażał funkcjonowaniu budżetu Wspólnot Europejskich. W związku z tym w styczniu 1981 Hans-Dietrich Genscher zaproponował podjęcie reform politycznych zmierzających do większej integracji. W szczególności podkreślił konieczność zdefiniowania wspólnej polityki zagranicznej oraz rozszerzenie kompetencji Wspólnot, m.in. w obrębie polityki obronnej i wymiaru sprawiedliwości. Jeszcze w tym samym miesiącu na konieczność reform politycznych zwrócił także uwagę Emilio Colombo, podkreślając przy tym, aby wykorzystać w pierwszej kolejności już istniejące rozwiązania traktatowe. Po kilku miesiącach rozmów bilateralnych RFN i Włochy przedstawiły w listopadzie 1981 Radzie Europejskiej projekt tzw. Aktu Europejskiego oraz deklarację w sprawach gospodarczych. W Akcie Europejskim zakładano wzmocnienie roli Rady Europejskiej jako głównego organu wyznaczającego cele polityczne, wzmocniono również uprawnienia kontrolne Parlamentu Europejskiego. Jako podstawowe obszary współpracy wskazano gospodarkę, politykę zagraniczną, sferę bezpieczeństwa wewnętrznego oraz współpracę w dziedzinie prawa i kultury. Postępująca integracja miała doprowadzić do powstania Unii Europejskiej. Prace nad przedstawionymi projektami podjęli ministrowie spraw zagranicznych państw tworzących Wspólnoty Europejskie, powołując grupę roboczą, którą kierował Philippe de Schoutheete. Negocjacje w ramach tej grupy okazały się bezskuteczne. 19 czerwca 1983 Rada Europejska przyjęła wprawdzie tzw. Uroczystą Deklarację w sprawie Unii Europejskiej, która była jednak jedynie deklaracją intencji, bez mocy prawnej. Uznając utworzenie Unii Europejskiej na podstawie nowego traktatu za istotne, zaproponowano równocześnie, aby kwestię tę rozważyć po upływie pięciu lat.